# Rémy Amieux
Rémy Amieux (Vienne, 5 settembre 1986) è un ex calciatore francese, di ruolo difensore.